# اس-بانک
اس-بانک (فنلاندی: S-pankki) شرکت خدمات مالی و بانکداری فنلاندی است، که در سال ۲۰۰۶ تأسیس شد.